# Osseo (Wisconsin)
Osseo é uma cidade localizada no estado norte-americano de Wisconsin, no Condado de Trempealeau.

## Demografia
Segundo o censo norte-americano de 2000, a sua população era de 1669 habitantes.
Em 2006, foi estimada uma população de 1641, um decréscimo de 28 (-1.7%).

## Geografia
De acordo com o United States Census Bureau tem uma área de
5,3 km², dos quais 5,3 km² cobertos por terra e 0,0 km² cobertos por água. Osseo localiza-se a aproximadamente 292 m acima do nível do mar.

## Localidades na vizinhança
O diagrama seguinte representa as localidades num raio de 24 km ao redor de Osseo.